# Amphidelus boa
Amphidelus boa is een rondwormensoort uit de familie van de Alaimidae. De wetenschappelijke naam van de soort is voor het eerst geldig gepubliceerd in 1968 door Andrássy.